# Frederick Spencer, 4.º Conde Spencer
Frederick Spencer, 4.º Conde Spencer (14 de abril de 1798 – 27 de dezembro de 1857) foi um nobre britânico, filho de George Spencer, 2.º Conde Spencer e irmão mais novo e sucessor de John Spencer, 3.º Conde Spencer.

## Educação e carreira
Frederick Spencer nasceu no Almirantado Britânico, Londres, e foi batizado na igreja de Martin-in-the-Fields. Ele foi educado entre 1808 e 1811 em Eton College, e juntou-se à Marinha Real Britânica, como um aspirante em 18 de setembro de 1811. Em 1822, conquistou o título de capitão, e lutou nas Guerras Napoleônicas no Mar Mediterrâneo entre 1811 e 1815, na Guerra de independência da Grécia, quando foi nomeado Companheiro da Ordem do Banho em 1827, e na Expedição da Moreia. Pelas suas ações ele foi nomeado Cavaleiro da Ordem de São Luís da França (1828), e premiado com a Ordem de Santa Ana da Rússia (1828) e a Ordem do Redentor da Grécia (1828).
Quando se retirou da vida naval, Frederick tornou-se um Membro do Parlamento do Partido Whig pelos distritos eleitorais de Worcestershire (1831–1832) e de Midhurst (1832–1834 e 1837–1841). Depois, Spencer tornou-se um palafreneiro na casa da Duquesa de Kent (mãe da Rainha Vitória) de 1840 até 1845.
Em 1 de outubro de 1845, assumiu o título de 4.° Conde Spencer. De 1846 até 1848, serviu como Lord Chamberlain. Em 8 de julho de 1846, ele foi feito membro do Conselho Privado. No ano seguinte, Spencer deteve o cargo de conselheiro do Ducado de Lancaster. Tornou-se Doutor em Ciências Jurídicas e Sociais pela Universidade de Cambridge. Em 23 de março de 1849, Frederick foi investido Cavaleiro da Ordem da Jarreteira. Em 1857, passou de contra-almirante para vice-almirante. De 1954 até 1957, o Conde Spencer deteve o cargo de Lord Steward.

## Casamentos e filhos
No dia 23 de fevereiro de 1830, Frederick desposou sua prima, Georgiana Poyntz (1799–1851). Eles tiveram três filhos:
- Lady Georgina Frances Spencer (1832–1852), morreu solteira.
- John Poyntz Spencer, 5.º Conde Spencer (1835–1910)
- Lady Sarah Isabella Spencer (1838–1919), morreu solteira.

Em 9 de agosto de 1854, ele se casou com Adelaide Horatia Elizabeth Seymour (1825–1877), bisneta de Francis Seymour-Conway, 1.º Marquês de Hertford. Eles tiveram dois filhos:
- Lady Victoria Alexandrina Spencer (1855–1906), casou-se com William Mansfield, 1.° Visconde de Sandhurst.
- Charles Robert Spencer, 6º Conde Spencer (1857–1922), que se casou com a Hon. Margaret Baring, filha de Edward Baring, 1.º Barão Revelstoke.

## Morte
Morreu em Althorp, aos 59 anos. Seu corpo foi enterrado em 2 de janeiro de 1858 em Great Brington.